# Supercoupe de Suède de football 2007
 (mars 2024).
Navigation
Édition suivante
La Supercoupe de Suède 2007 voit s'affronter avant le début de la saison, les vainqueurs du championnat et de la Coupe de l'année précédente. Cette année, l'IF Elfsborg, champion de Suède en titre affronte le Helsingborgs IF le vainqueur de la Coupe de Suède de football 2006. L'édition 2007 de la Supercoupe de Suède est la première édition de la compétition.

## Feuille de match
| 31 mars 2007 | IF Elfsborg (Allsvenskan) | 1 - 0 | Helsingborgs IF (Allsvenskan) | Borås Arena, Borås                                |                                                   |
| 16h00 CET    | James Keene 55e           |       |                               | Spectateurs : 1 240 Arbitrage : Martin Ingvarsson | Spectateurs : 1 240 Arbitrage : Martin Ingvarsson |

| IF Elfsborg | Helsingborgs IF |

| IF ELFSBORG:   |    |                      |  |     |
|                |    |                      |  |     |
| GK             | 30 | Johan Wiland         |  |     |
| RB             | 11 | Daniel Mobaeck       |  |     |
| CB             | 13 | Jon Jönsson          |  | 65e |
| CB             | 22 | Andreas Augustsson   |  |     |
| LB             | 4  | Johan Karlsson       |  |     |
| RM             | 24 | Stefan Ishizaki      |  |     |
| DM             | 7  | Jari Ilola           |  |     |
| DM             | 10 | Samuel Holmén        |  |     |
| LM             | 6  | Daniel Alexandersson |  | 68e |
| CM             | 8  | Anders Svensson (c)  |  |     |
| FW             | 17 | James Keene          |  |     |
| Remplaçants :  |    |                      |  |     |
| GK             | 1  | Abbas Hassan         |  |     |
| DF             | 5  | Martin Andersson     |  | 65e |
| MF             | 20 | Emir Bajrami         |  | 68e |
| FW             | 12 | Joakim Sjöhage       |  |     |
| Manager :      |    |                      |  |     |
| Magnus Haglund |    |                      |  |     |

| HELSINGBORGS IF: |    |                       |  |     |
|                  |    |                       |  |     |
| GK               | 1  | Daniel Andersson      |  |     |
| RB               | 23 | Erik Wahlstedt        |  |     |
| CB               | 18 | Samir Beloufa         |  |     |
| CB               | 24 | Fredrik Björck        |  |     |
| LB               | 16 | Franco Miranda        |  |     |
| RM               | 15 | Olivier Karekezi      |  |     |
| CM               | 5  | Andreas Jakobsson (c) |  |     |
| CM               | 10 | McDonald Mariga       |  |     |
| LM               | 8  | Fredrik Svanbäck      |  | 81e |
| FW               | 17 | Henrik Larsson        |  |     |
| FW               | 11 | Razak Omotoyossi      |  |     |
| Remplaçants :    |    |                       |  |     |
| GK               | 22 | Oscar Berglund        |  |     |
| DF               | 33 | Marcus Nilsson        |  |     |
| MF               | 9  | Andreas Dahl          |  |     |
| MF               | 13 | Ólafur Ingi Skúlason  |  |     |
| FW               | 20 | Fredrik Olsson        |  | 81e |
| Manager :        |    |                       |  |     |
| Stuart Baxter    |    |                       |  |     |

|  | Règles du match - 90 minutes. - 30 minutes de prolongations en cas d'égalité. - Tirs au but si l'égalité persiste. - Sept remplaçants. - Trois remplacements possibles. |